# Lett
Lett var et af Danmarks ældste advokatfirmaer, stiftet i 1869. Lett har afdelinger i København og Aarhus og beskæftiger i alt ca. 300 medarbejdere, hvoraf halvdelen er jurister. Lett er desuden medlem af Advokatsamfundet og underlagt dettes regler og tilsyn.

## Historie
Lett blev stiftet i 1869 af højesteretssagfører og politiker P.G.C. Jensen, og allerede dengang var firmaet et af Danmarks mest ansete og omfattende.[kilde mangler] I 1905 varetog firmaet det juridiske arbejde ved fusionen mellem Gl. Carlsberg og Ny Carlsberg. I 1913 bistod Lett med at etablere Shell i Danmark og i 1919 blev Lett udnævnt til juridisk konsulent og sagfører for DSB, som lige siden været kunde hos Lett.
I 1932 blev højesteretsadvokat Kristian Steglich-Petersen udpeget af den daværende regering Thorvald Stauning II, til at føre Danmarks sag mod Norge som advokat ved Den Internationale Domstol i Haag; en sag der blev anlagt, fordi Norge havde okkuperet dele af Østgrønland. Danmark vandt sagen.
I 2005 hed firmaet 'Lett, Vilstrup og Partnere', men fusionerede med 'Lett & Co.' og omdøbtes i samme ombæring til Lett. Ved fusionen blev Lett desuden et af Danmarks største advokatfirmaer. I 2007 førte Lett den meget omtalte ATP-sag, der medførte, at mindretalsaktionærer ikke kan tvinges til at sælge deres aktier.
1. januar 2013 omdannes Lett fra interessentskab til partnerselskab og ændrer navn fra Lett Advokatfirma til Lett Advokatpartnerselskab.
Den 31. marts 2017 blev det meldt ud, at Lett fusionerer med DLA Piper i slutningen af maj 2017.